# Miss Charm 2023
Miss Charm 2023, la 1.ª edición del concurso Miss Charm, se llevó a cabo en el Hoa Binh Theater de la ciudad de Ciudad Ho Chi Minh, (Vietnam) el 16 de febrero.
Representantes provenientes de treinta y ocho países y territorios compitieron por el título en esta edición del concurso. Al final del evento, Luma Russo de Brasil se coronó como la ganadora.

## Resultados
| Posición                  | Candidata |
| ------------------------- | --- |
| Miss Charm 2023           | - Brasil – Luma Russo |
| Primera finalista         | - Filipinas – Annabelle McDonnell |
| Segunda finalista         | - Indonesia – Olivia Tan § |
| Finalistas (Top 6)        | - Colombia – Juliana Habib - Sudáfrica – Luyanda Zuma - Venezuela – Lady Di Mosquera |
| Semifinalistas (Top 10)   | - Argentina – Julieta García - Costa Rica – Andrea Montero - Puerto Rico – Alejandra Pagán - República Dominicana – Valentina Campion |
| Cuartofinalistas (Top 20) | - Chile – Anahí Hormazábal - China – Li Mengli - Corea del Sur – Larissa Han - Malasia – Shannen Totten - México – Karen Bustos - Polonia – Sylwia Bober - Rusia – Anna Baksheeva - Tailandia – Patitta Suntivijj - Ucrania – Anastasiia Panova - Vietnam – Thanh Thanh Huyền |

- § Votada en el Top 10 a través de Miss BlockCharm.

### Jurado
- Natalie Glebova –  Miss Universo 2005
- Mireia Lalaguna – Miss Mundo 2015
- Ikumi Yoshimatsu – Miss Internacional 2012
- Mimi Morris – filántropa;
- Trần Ngọc Lan Khuê – Miss Mundo Vietnam 2015 y Top 11 de Miss Mundo 2015
- Nguyen Thi Thuy Nga – Presidenta del jurado de Vietnam
- Irine Zhao – modelo de Singapur

## Premios especiales
| Título                  | Candidata                                                                                         |
| ----------------------- | ------------------------------------------------------------------------------------------------- |
| Mejor Redes Sociales    | - Tailandia – Patitta Suntivijj                                                                   |
| Mejor Traje Nacional    | - Camboya – Sotheary By                                                                           |
| Mejor en Ao Dai         | - Sudán del Sur – Mimi Aluong                                                                     |
| Mejor en Traje de Baño  | - Colombia – Juliana Habib                                                                        |
| Mejor en Traje de Noche | - Venezuela – Lady Di Mosquera                                                                    |
| Miss BlockCharm         | - Indonesia – Olivia Tan                                                                          |
| Miss Fizen              | - Colombia – Juliana Habib                                                                        |
| Miss Fotogénica         | - República Dominicana – Valentina Campion                                                        |
| Miss Turismo            | - Vietnam – Thanh Thanh Huyền                                                                     |
| Miss Voto Popular       | - Corea del Sur – Larissa Han - Indonesia – Olivia Tan - República Dominicana – Valentina Campion |
| Voto BingX              | - República Dominicana – Valentina Campion                                                        |
| Voto Fan                | - Mongolia – Myagmarnaran Munkhbold                                                               |

## Antecedentes
Miss Charm 2023 estaba originalmente programada para celebrarse en 2020 en la ciudad de Ho Chi Minh, Vietnam. Sin embargo, debido al impacto de la pandemia de COVID-19, el concurso se pospuso varias veces. El 17 de noviembre de 2022, la Organización Miss Charm anunció que el certamen se llevaría a cabo en 2023, Ciudad Ho Chi Minh seguiría albergando la primera edición de Miss Charm. La noche final se llevará a cabo el 16 de febrero de 2023 y el proceso de concentración se llevará a 
cabo del 3 al 15 de febrero de 2023.

## Candidatas
38 candidatas compitieron por el título:
(En la tabla se utiliza su nombre completo, los sobrenombres van entrecomillados y los apellidos utilizados como nombre artístico, entre paréntesis; fuera de ella se utilizan sus nombres «artísticos» o simplificados).
| País/Territorio      | Candidata                        | Edad | Residencia         |
| -------------------- | -------------------------------- | ---- | ------------------ |
| Alemania             | Tamila Lambrecht Araching        | 20   | Oebisfelde         |
| Argentina            | María Julieta García             | 23   | Bahía Blanca       |
| Bangladés            | Jessia Islam                     | 25   | Daca               |
| Bolivia              | Alondra Mercado Campos           | 21   | Trinidad           |
| Brasil               | Luma Russo Moura                 | 27   | Divinópolis        |
| Camboya              | Sotheary By                      | 24   | Nom Pen            |
| Chile                | Anahí Hormazábal Garay           | 25   | Santiago de Chile  |
| China                | Li Mengli «Angel»                | 25   | Henan              |
| Colombia             | Juliana Habib Lorduy             | 22   | Montería           |
| Corea del Sur        | Larissa Han                      | 29   | Seúl               |
| Costa Rica           | Andrea Montero Briceño           | 21   | Limón              |
| Eritrea              | Winta Russom                     | 29   | Mendefera          |
| Filipinas            | Annabelle Mae Tate McDonnell     | 21   | Naawan             |
| Gales                | Olivia Harris                    | 21   | Magor              |
| India                | Satakshi Bhanot                  | 25   | Pune               |
| Indonesia            | Olivia Tan                       | 29   | Yakarta            |
| Inglaterra           | Paige Loren Cannon James         | 18   | Liverpool          |
| Japón                | Ruri Saji                        | 28   | Jōetsu             |
| Malasia              | Shannen Jade Totten              | 28   | Kuala Lumpur       |
| México               | Ana Karen Bustos González        | 25   | San Luis Potosí    |
| Mongolia             | Myagmarnaran Munkhbold           | 23   | Ulán Bator         |
| Myanmar              | May Tha Zin Oo                   | 21   | Myitkyina          |
| Nicaragua            | Isabella Beatriz Salgado Rivera  | 26   | Chinandega         |
| Países Bajos         | Elize Joanne de Jong             | 27   | Rijnsburg          |
| Pakistán             | Roma Michael                     | 27   | Lahore             |
| Polonia              | Sylwia Bober                     | 24   | Varsovia           |
| Portugal             | Andreia Rodrigues Correia        | 24   | Sintra             |
| Puerto Rico          | Alejandra Pagán Crespo           | 23   | Vega Baja          |
| República Dominicana | Valentina Campion Capois         | 22   | Samaná             |
| Rusia                | Anna Baksheeva                   | 21   | Chitá              |
| Singapur             | Olivia Dewi Cinta Higgins        | 28   | Ciudad de Singapur |
| Sudáfrica            | Luyanda Zuma                     | 21   | Pietermaritzburgo  |
| Sudán del Sur        | Mimi Aluong Bulkoch              | 29   | Yuba               |
| Tailandia            | Patitta Suntivijj                | 29   | Rangsit            |
| Ucrania              | Anastasiia Panova                | 28   | Krivói Rog         |
| Venezuela            | Lady Di María Mosquera Hernández | 22   | Carora             |
| Vietnam              | Đặng Dương Thanh Thanh Huyền     | 26   | Nha Trang          |
| Zambia               | Grace Mwila                      | 26   | Ndola              |

### Candidatas retiradas
- Albania - Adela Cani
- Armenia - Monika Grigoryan
- Canadá - Kelsey Johnson
- Cuba - Bárbara Adelina de León Albriza
- Dinamarca - Anne Dalum
- Ecuador - Dayar Mercedes Olmedo Rubio
- España - Andrea de las Heras
- Estados Unidos - Alyssa Klinzing
- Etiopía - Bitaniya Yosef Mohammed
- Finlandia - Riikka Uusitalo
- Haití - Cassandra Chéry
- Irán - Sonia Beytoushi Anvar Saleh
- Irlanda - Katie O'Connor
- Israel - Chen Shaul
- Kenia - Roshanara Ebrahim
- Lituania - Nastya Solovey
- Namibia - Jessica Mundie Uiras
- Nigeria - Queen Aramide Oluwatobi Lopez
- Nueva Zelanda - Tamanna Feroz
- Panamá - Emilie Gabriella Guzmán
- Paraguay - Aniele Carolina Rockenbach
- Perú - Romina Lozano Saldaña
- República Checa - Mariana Bečková
- Rumania - Bianca Lorena Tirsin
- Tanzania - Greatness Nkuba

### Candidatas reemplazadas
- Argentina - Marilyn Weis fue reemplazada por María Julieta García.
- Brasil - Ariely Stoczynski fue reemplazada por Luma Russo Moura.
- China - Aurora Wang fue reemplazada por Li Mengli.
- Colombia - Mariana Jaramillo Córdoba fue reemplazada por Kimberly Hooker Naranjo a su vez reemplazada por Juliana Habib Lorduy.
- Costa Rica - Karina Ramos Leitón fue reemplazada por Tamara Dal Maso Gardela a su vez reemplazada por Andrea Montero Briceño.
- Filipinas - Ashley Subijano Montenegro fue reemplazada por Annabelle Mae Tate McDonnell.
- Indonesia - Putri Mentari Sitanggang fue reemplazada por Olivia Tan.
- Inglaterra - Bhasha Mukherjee fue reemplazada por Paige Loren Cannon James.
- Mongolia - Azzaya Tsogt-Ochir fue reemplazada por Myagmarnaran Munkhbold.
- México - Yuridia del Carmen Peña Durán fue reemplazada por Ana Karen Bustos González.
- Nicaragua - Sugey Ruiz fue reemplazada por Isabella Beatriz Salgado Rivera.
- Polonia - Aleksandra Kielan fue reemplazada por Sylwia Bober.
- República Dominicana - Aletxa Marie Mueses Santana fue reemplazada por Valentina Campion Capois.
- Ucrania - Diana Dudka fue reemplazada por Anastasiia Panova.
- Venezuela - Claudymar Sarah Oropeza Avanzo fue reemplazada por Lady Di María Mosquera Hernández.
- Vietnam - Nguyễn Thị Quỳnh Nga fue reemplazada por Đặng Dương Thanh Thanh Huyền.

## Datos acerca de las delegadas
- Algunas de las delegadas del Miss Charm 2023 han participado, o participarán, en otros certámenes internacionales de importancia:
  - Sotheary By (Camboya) participó sin éxito en Miss South East Asia 2014 y Miss Universo 2017 y segunda finalista en Supermodel Internacional 2015.
  - Elize de Jong (Países Bajos) fue segunda finalista en Miss Global Beauty Queen 2016, participó sin éxito en Miss All Nations 2017 y Miss Turismo Mundo 2017, tercera finalista en Miss All Nations 2019 y cuartofinalista en Miss Internacional 2019.
  - Jessia Islam (Bangladés) fue cuartofinalista en Miss Mundo 2017 y participó sin éxito en Miss Grand Internacional 2024.
  - Ana Karen Bustos (México) participó sin éxito en Miss Tierra 2017.
  - Anahí Hormozábal (Chile) fue cuartofinalista en Miss Mundo 2018.
  - Isabella Salgado (Nicaragua) fue ganadora de Miss Centroamérica Internacional 2018, participó sin éxito en Miss América Latina del Mundo 2019 y participará en Miss Grand Internacional 2024.
  - Anna Baksheeva (Rusia) fue semifinalista en Miss Tierra 2019.
  - Ruri Saji (Japón) fue cuartofinalista en Miss Grand Internacional 2020.
  - Andreia Correia (Portugal) fue ganadora de Miss Aura Internacional 2020, participó sin éxito en Miss Intercontinental 2021 y Miss Universo 2024.
  - Julieta García (Argentina) participó sin éxito en Miss Universo 2021.
  - Alondra Mercado (Bolivia) participó sin éxito en Miss Mundo 2021.
  - Winta Russom (Eritrea) y Olivia Tan (Indonesia) participaron en Miss Global 2021/2022. Tan logró ser semifinalista.
  - Olivia Harris (Gales) participó sin éxito en Miss Mundo 2021.
  - Valentina Campion (República Dominicana) fue semifinalista en The Miss Globe 2021.
  - Tamila Lambrencht (Alemania) fue semifinalista en Miss Supertalent of the World 2022 representando a Suiza.
  - Anastasiia Panova (Ucrania) participó sin éxito en Miss Eco Internacional 2022 y Miss Cosmo 2024.
  - Li Mengli (China) participó sin éxito en Miss Mundo 2023 representando a Macao.
  - Paige Loren (Inglaterra) participó sin éxito en Top Model of the World 2024 representando a Reino Unido.

## Sobre los países en Miss Charm 2023

### Naciones debutantes
| - Alemania - Argentina - Bangladés - Bolivia - Brasil - Camboya - Chile - China - Colombia - Corea del Sur - Costa Rica - Eritrea - Filipinas - Gales - India - Indonesia - Inglaterra - Japón - Malasia | - México - Mongolia - Myanmar - Nicaragua - Países Bajos - Pakistán - Polonia - Portugal - Puerto Rico - República Dominicana - Rusia - Singapur - Sudáfrica - Sudán del Sur - Tailandia - Ucrania - Venezuela - Vietnam - Zambia |